# Baopozi
O Baopozi ou Baopuzi (chinês tradicional: 抱樸子, chinês simplificado: 抱朴子, pinyin: Bàopǔzǐ, Wade–Giles: Pao-p'u-tzu, lit. ‘O mestre que abraça a simplicidade, ou O mestre que preserva sua simplicidade primitiva’) é um dos livros mais notáveis de Ge Hong sobre alquimia chinesa, uma das poucas obras dele que sobrevivem até a atualidade. As indicações autobiográficas dentro do Baopuzi parecem indicar que, ao fim da estadia de Ge Hong no monte Luofu, período em que ficou recluso, ou logo depois disso, Ge teria escrito o Baopuzi como existe hoje.

## Divisão

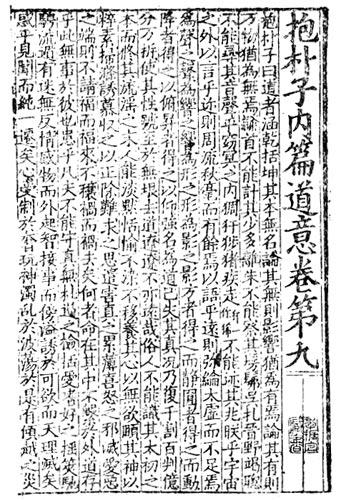
Fragmento do Neipian, "capitulos internos" do Baopozi.

O Baopozi é dividido em dois volumes: "capítulos internos" (Neipian) e "capítulos externos ou exteriores" (Waipian), que totalizam setenta capítulos. 
Nos capítulos internos, Ge defende vigorosamente a imortalidade através da alquimia, possuindo dois capítulos sobre os elixires da longa vida, baseados em arsênico e mercúrio, tratando também da transmutação dos metais, diversos eruditos modernos (notavelmente Chen Feilong) especularam que Ge revisou ou reescreveu os capítulos internos após sua aposentadoria em 331, de forma que ele poderia ser completamente diferente de seu conteúdo atual; enquanto que os capítulos externos, misturam estigmas confucionistas e soluções para os problemas sociais e políticos da época de Ge. Poucos esforços foram investidos na tradução dos “capítulos exteriores”, apesar de sua extensão e complexidade consideráveis, o trabalho mais sério referente a ele é uma tradução incompleta de autoria de Jay Sailey e de outros estudos à parte.

## Estilo e índice do Baopuzi
O Baopuzi constitui a tentativa de Ge de estabelecer uma única escola (yi jia) de pensamento. Por muito tempo, "os capítulos internos e externos" do Baopozi circularam independentemente. Os dois volumes diferem no estilo, assim como no conteúdo. Ambos adotam um narrador imaginário e hostil que formula perguntas ao autor e desafia suas reivindicações, embora os "capítulos internos" empreguem este estilo em um grau mais significativo. As teses de Ge nos capítulos internos são focalizadas em argumentos rigorosos de disciplina. Os capítulos externos indicam o emprego apropriado das punições e uma desaprovação aguçada do processo de promoções políticas. O estilo dos capítulos externos é muito denso, refletindo a riqueza da tradição literária chinesa, com alusões históricas frequentes, que recordam, às vezes, o estilo literário da dinastia Han. 
O Baopozi, visto como um único trabalho de filosofia, reflete o desejo de Ge de compreender o Tao e o Ru, ou o Taoismo e o Confucionismo. Entretanto, embora Ge considerasse o Tao superior às regras de conduta social associadas à tradição confucionista, Ge analisou cada um individualmente. De acordo com seus estudos em fontes da dinastia Qin e Han, quando os imperadores seguiram o Tao, a sociedade prosseguiu bem e o mundo natural prosseguiu sem calamidades. Porém, quando o Tao declinou, as prescrições éticas do Ru ergueram-se para remediar a sociedade e os desastres naturais. 

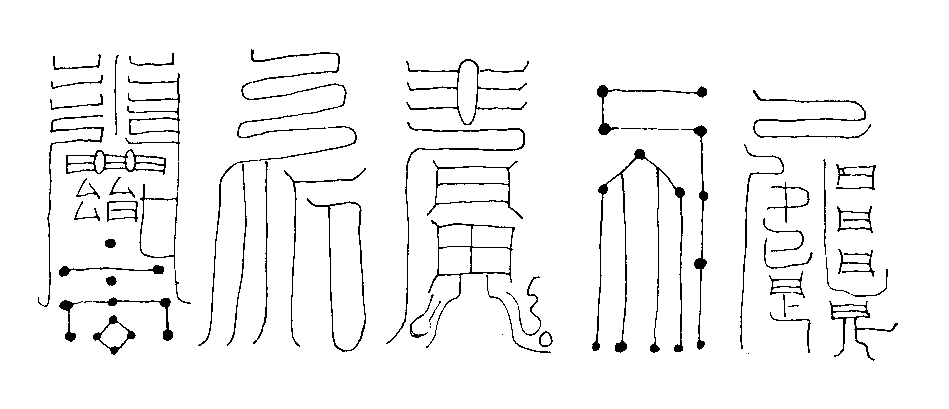
Diagramas do Baopuzi

Assim, o Baopozi reflete que o Taoismo e o Confucionismo possuem uma dimensão ética e política trazendo a ordem ao mundo humano e natural. Entretanto, como a maioria das pessoas tem dificuldade em seguir ou compreender o Tao, o Confucionismo  é necessário, nesses casos, para manter a ordem social. Em um nível individual, Ge considerou o cultivo moral e ético das virtudes confucionistas como a base para atingir a imortalidade. Segundo o Baopozi, os estudiosos da longevidade devem primeiramente trazer a ordem a sua própria vida espiritual antes de almejar ambições mais elevadas.

## Curiosidades
- Existe um templo dedicado à Ge no norte dos montes do lago ocidental (Xihu) em Hangzhou, província de Zhejiang. Segundo os monges e as freiras que vivem no templo, foi nesse local que Ge escreveu o Baopuzi e descobriu a fórmula do elixir da imortalidade.